# Atheris hirsuta
Espèce
Statut de conservation UICN

 DD  : Données insuffisantes
Atheris hirsuta est une espèce de serpents de la famille des Viperidae. 

## Répartition
Cette espèce est endémique du Sud-Ouest de la Côte d'Ivoire. Elle se rencontre dans le parc national de Taï.

## Publication originale
- Ernst & Rödel, 2002 : A new Atheris species (Serpentes: Viperidae), from Taï National Park, Ivory Coast. Herpetological Journal, vol. 12, no 2, p. 55-61.